# Bezau
Bezau é um município da Áustria, situado no distrito de Bregenz, no estado de Vorarlberg. Tem 34,41 km² de área e sua população em 2019 foi estimada em 1.997 habitantes.